# Neston
Neston è un paese di 3.521 abitanti della contea del Cheshire, in Inghilterra.